# David Haraldsson
David Haraldsson (1160 - 1214) fue un caudillo hiberno-nórdico, que gobernó como jarl de las Orcadas en diarquía con su hermano Jon Haraldsson, ambos hijos de Harald Maddadsson fruto de su segundo matrimonio con Gormflaeth, hija de Malcolm MacEth, conde de Ross y mormaer de Moray. Gobernaron desde 1206, año de la muerte de su padre, aunque David murió por enfermedad el 1 de agosto de 1214 y Jon gobernó a partir de entonces en solitario.